# Allodia laccariae
Allodia laccariae är en tvåvingeart som beskrevs av Mitsuhiro Sasakawa och Kunihiro Ishizaki 2003. Allodia laccariae ingår i släktet Allodia och familjen svampmyggor. Inga underarter finns listade i Catalogue of Life.